# Birdsill Holly
Birdsill Holly Jr. (Auburn, 8 novembre 1820 – Lockport, 27 aprile 1894) è stato un ingegnere meccanico e inventore di dispositivi idraulici statunitense.

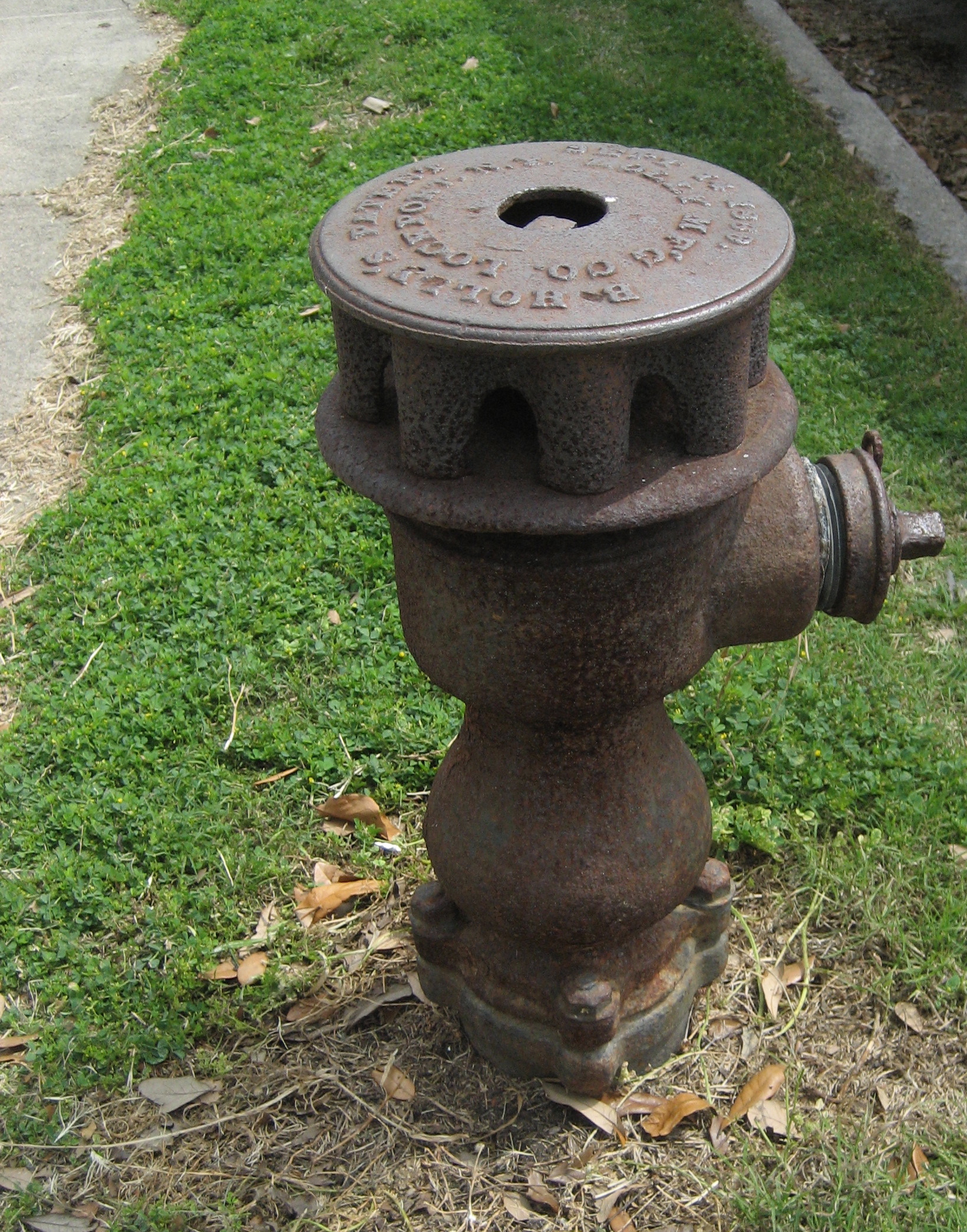
1869 Idrante antincendio Birdsill Holly

È noto per aver inventato dispositivi meccanici che hanno migliorato i sistemi idrici cittadini e brevettato un idrante antincendio migliorato, simile a quelli attualmente utilizzati per la lotta antincendio. Holly è stato un co-inventore dell'autopompa a vapore Silsby. Ha fondato la Holly Manufacturing Company che si è sviluppata nella più grande Holly Steam Combination Company e che distribuiva il calore da una stazione centrale e sviluppava il teleriscaldamento commerciale per le città degli Stati Uniti e del Canada.

## Biografia
Birdsill Holly Jr. è nato l'8 novembre 1820 ad Auburn, New York. Suo padre era Birdsill Holly, Sr. e sua madre era Comfort (Parker) Holly. Quando Holly nacque, suo padre si trasferì con la famiglia ad Auburn per unirsi alla squadra che costruiva la nuova struttura carceraria. Quando la prigione fu completata, Birdsill Sr. trovò lavoro presso il Seminario Teologico di Auburn in costruzione, dopodiché cercò la fortuna nell'ambito dell'agricoltura, senza molto successo. La famiglia si trasferì a Seneca Falls, New York, dove esisteva un'industria alimentata dall'acqua con molti posti di lavoro. Holly è cresciuto nella zona di Seneca Falls, New York, da quando suo padre è riuscito a trovare lavoro come carpentiere e meccanico generale.
Holly fu costretto ad abbandonare la scuola all'età di otto anni quando suo padre morì prematuramente all'età di 37 anni; [3] era solo in terza elementare quando dovette iniziare a sostenere la sua famiglia. Fu influenzato da suo padre e si interessò all'ingegneria meccanica. Holly ha iniziato un apprendistato in un'ebanisteria prima di specializzarsi come meccanico. Nella tarda adolescenza Holly divenne sovrintendente nel settore delle macchine e in seguito divenne proprietario di un'officina meccanica a Uniontown, in Pennsylvania.
Holly morì a Lockport, New York, il 27 aprile 1894, alle 19:00, all'età di 74 anni  Soffriva di una malattia cronica e la causa della morte fu identificata come insufficienza cardiaca.
I suoi nipote e pronipote, Holly Broadbent Sr. e Jr., contribuirono allo studio della crescita craniofacciale attraverso la radiografia cefalometrica come ortodontisti presso la Case Western Reserve University.

## Carriera

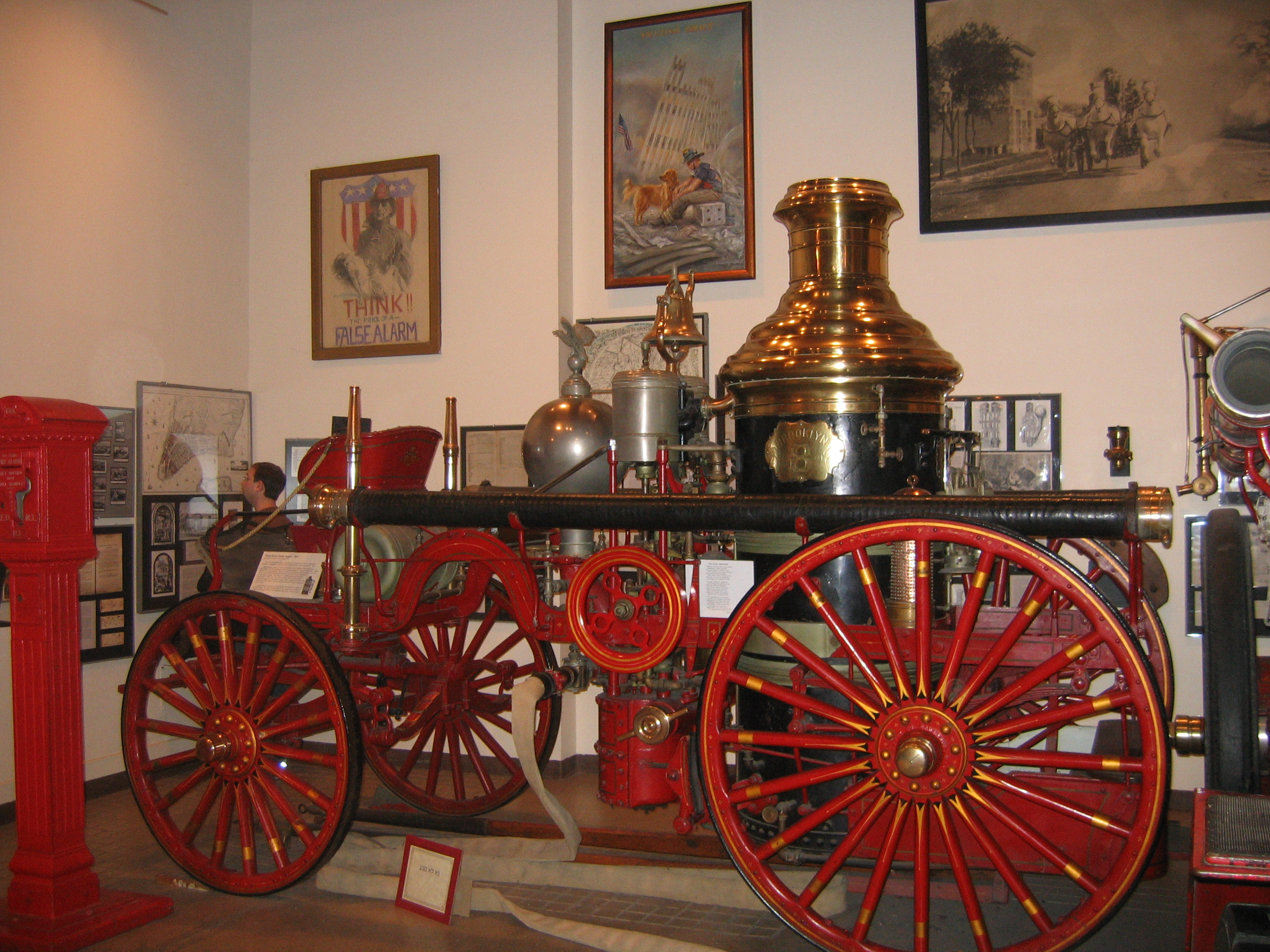
Autopompa antincendio a vapore Silsby

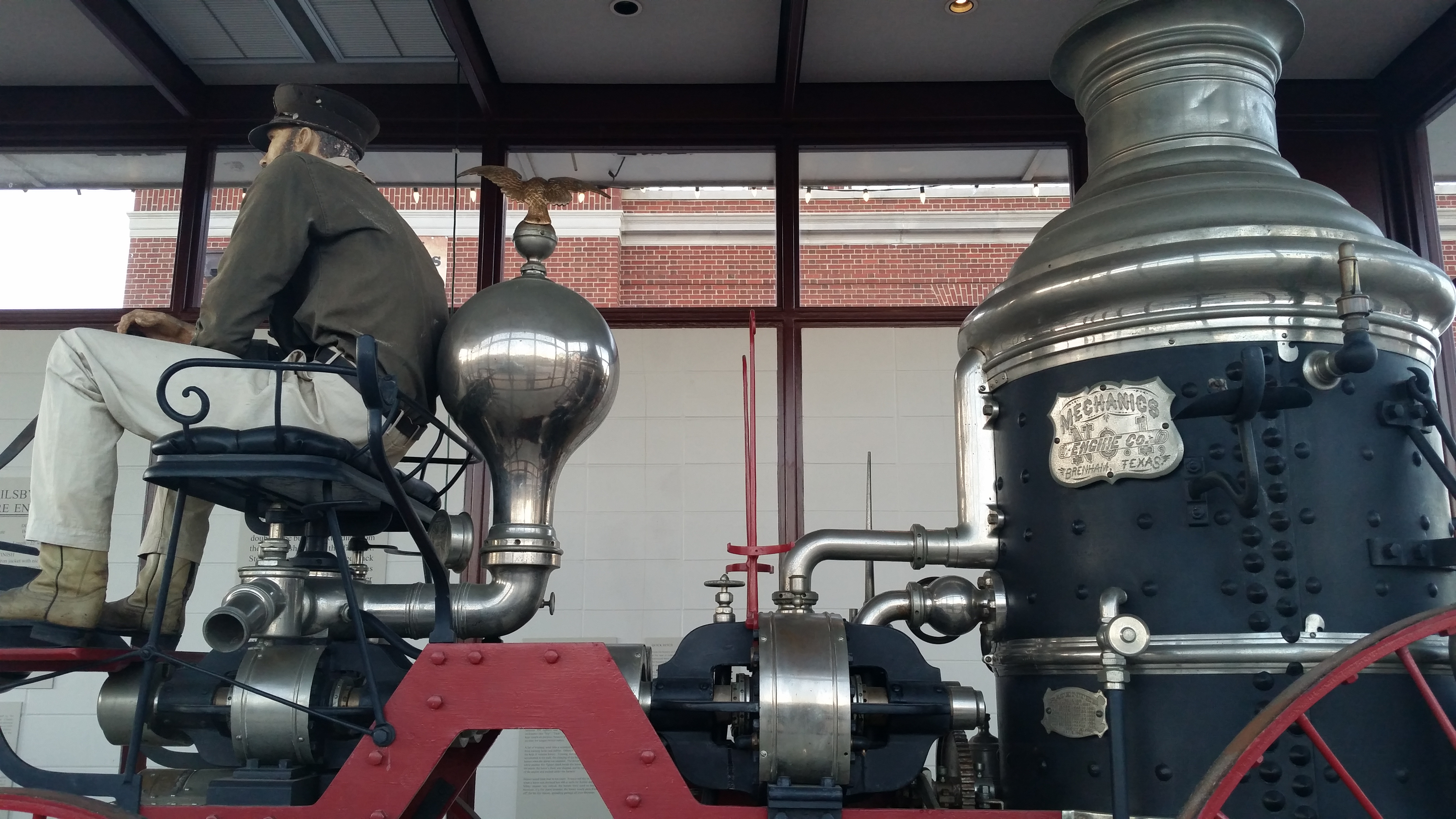
Carrozza dell'autopompa antincendio a vapore Silsby a Brenham, Texas

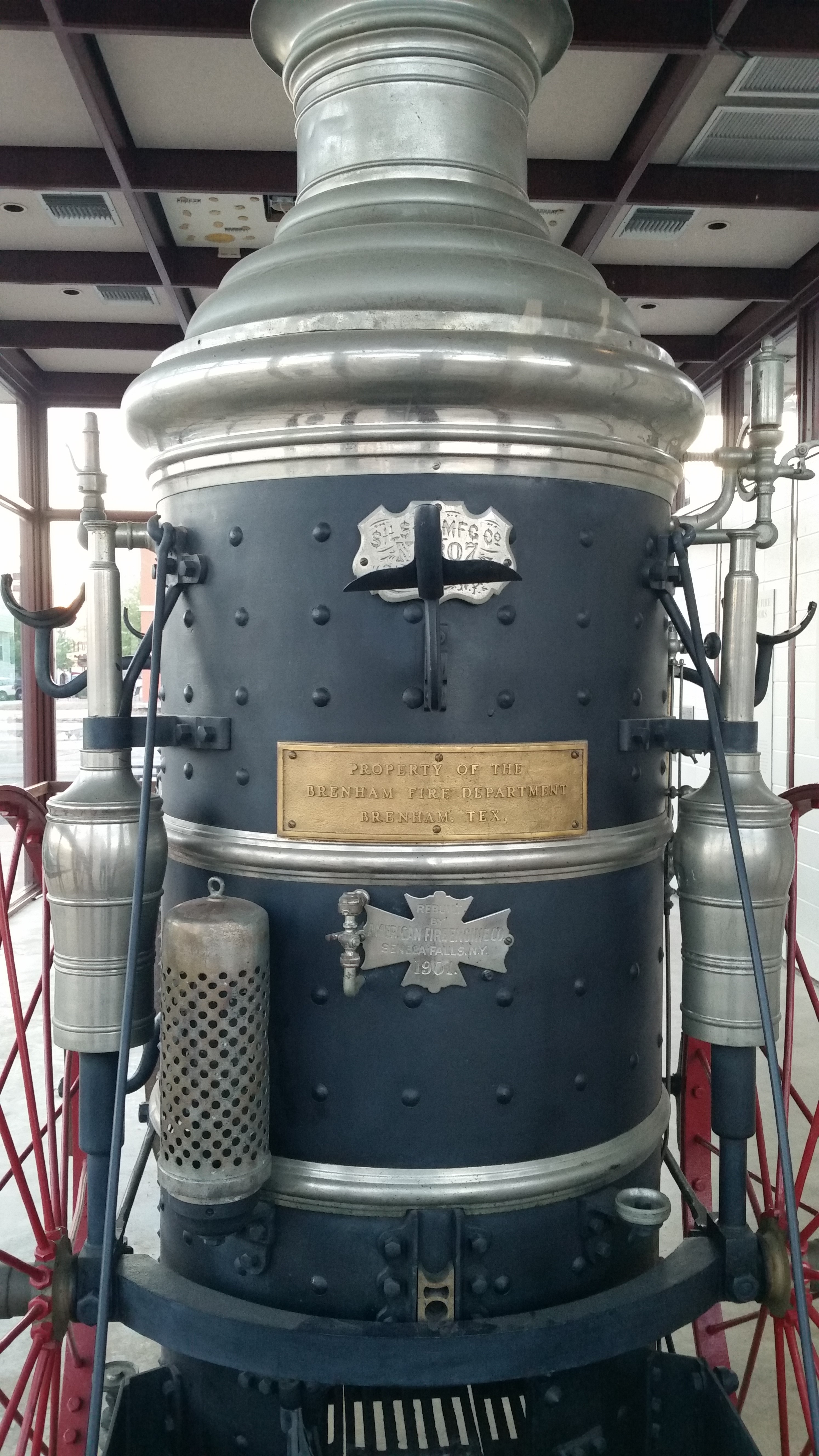
Autopompa a vapore Silsby a Brenham

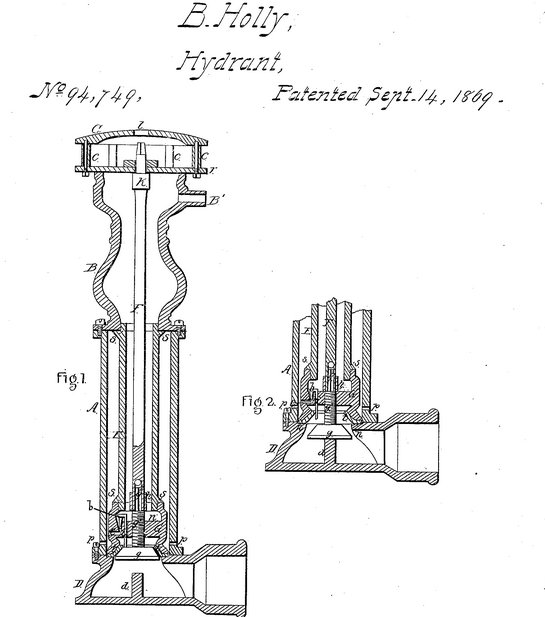
1869 invenzione US94749 A Disegni di brevetto dell'idrante Birdsill Holly

Holly si trasferì nuovamente a Seneca Falls quando avevo poco più di vent'anni e divenne uno dei proprietari di un'azienda chiamata Silsby, Race and Holly. L'azienda era specializzata in macchinari idraulici e a vapore.
Holly fu una dei co-inventori dell'autopompa a vapore Silsby, prodotta per la prima volta nel 1856. Ne furono prodotti più di 1.000 esemplari, diventando il motore antincendio a vapore più popolare costruito negli Stati Uniti. Il motore e la pompa a cilindro di vapore con movimento rotatorio non convenzionale erano invenzioni di Holly (US39259A e US12350A). La prima di queste macchine pesava fino a 9 500 libbre (4 300 chilogrammi) e produceva 60 libbre (27 chilogrammi) di pressione di vapore, sufficiente a spingere quattro corsi d'acqua per oltre 200 piedi (61 m) . La distanza massima registrata per un corso d'acqua è stata 364 piedi (111 m) il 24 settembre 1881 a Reading, Pennsylvania.
Holly lasciò Seneca Falls nel 1851 per Lockport dove fondò la Holly Manufacturing Company (1859), con l'assistenza finanziaria dei politici Washington Hunt e Thomas Flagler. L'azienda produceva macchine per cucire, pompe per cisterne e pompe rotative . Holly costruì il sistema idrico e antincendio di Lockport nel 1863, che utilizzava pompe alimentate da turbine idrauliche e motori a vapore per portare l'acqua agli idranti della città.  Il suo sistema fu adottato anche a Covington, Kentucky, nel 1871.  Brevettò un idrante antincendio utilizzato per la protezione antincendio nel 1869.
Le invenzioni di Holly utilizzavano la pressione per pompare l'acqua direttamente nelle principali linee di approvvigionamento idrico della città, poiché all'epoca non esistevano torri d'acqua per la pressione da un serbatoio di approvvigionamento idrico locale per l'acqua potabile e la protezione antincendio.  Le pompe funzionavano a velocità diverse a seconda dell'utilizzo ed erano regolate dalla pressione nella conduttura di scarico. Le strutture aziendali di Holly sono raddoppiate quando ha costruito un sistema simile per il dipartimento delle opere idriche della città di Lockport. Ha applicato le sue apparecchiature per i sistemi idrici in più di duemila città negli Stati Uniti e in Canada.
Il sistema di pompaggio idrico brevettato da Holly per la rete pubblica di Lockport era unico. Non solo forniva acqua potabile per il servizio domestico, ma immagazzinava acqua anche sotto pressione per gli idranti di un servizio antincendio cittadino.  [16] Le sue innovazioni tecnologiche hanno dato impulso a progetti simili di costruzione di opere idriche cittadine in tutti gli Stati Uniti.
Gli interessi di Holly sono passati dai sistemi antincendio al riscaldamento centralizzato . Si chiese se esistesse un modo più efficiente per riscaldare diversi edifici vicini, piuttosto che utilizzare piccole caldaie individuali in ciascun edificio. Nel 1876 installò un sistema sperimentale di riscaldamento a vapore nella sua casa a Lockport. Holly fece passare un tubo sotterraneo da casa sua ad una caldaia a vapore che si trovava nel cortile sul retro, a circa 15 m di distanza.  Attraverso questo tubo di legno fece scorrere il vapore e scoprì che c'era poca perdita di calore. Ha ripetuto l'esperimento con un tubo di 30 metri fino alla casa di un vicino. L'esperimento ebbe successo e convinse altri della possibilità di un riscaldamento centralizzato a vapore su larga scala.

Teleriscaldamento da una stazione centrale (clicca sull'immagine per vedere come funziona il sistema)

Holly formò una società di investitori interessati al suo concetto di riscaldamento centralizzato con un capitale di $ 25.000.  Unì la nuova società con la Holly Manufacturing Company per fondare la Holly Steam Combination Company nel 1877. I suoi obiettivi erano distribuire commercialmente il calore da una stazione centrale e sviluppare il teleriscaldamento per paesi e città del Canada e degli Stati Uniti. Il sistema di teleriscaldamento di Holly utilizzava una grande caldaia in un impianto centrale e forniva vapore a un gruppo di edifici cittadini in un quartiere circostante, attraverso un circuito di tubi dell'acqua isolati che distribuivano vapore e lo restituivano sotto forma di acqua dopo essere stato condensato. I tubi sono stati isolati per ridurre la perdita di calore. Gli edifici serviti venivano misurati con un registratore della quantità di vapore inventato da Holly. Al consumatore veniva addebitato il calore consumato dalla fornitura di vapore in base alle tariffe di confronto del carbone.
Holly ha progettato e inventato tutti i regolatori di controllo e i dispositivi di misurazione necessari per gestire un sistema di riscaldamento per un quartiere cittadino.  Nel corso della sua vita brevettò 150 invenzioni. Era un amico dell'inventore Thomas Edison, che chiese a Holly di diventare assistente nel suo laboratorio di ricerca a Menlo Park. Holly rifiutò, poiché desiderava invece concentrarsi sui propri affari.

## Piani non realizzati
Holly sognava di costruire un grattacielo di diciannove piani. Pensava che un giorno le Cascate del Niagara sarebbero diventate un'attrazione turistica, così propose l'idea di costruire una struttura  di 210 m su Goat Island, vicino alle cascate, per poterle meglio ammirare. Il piano non fu mai realizzato per mancanza di finanziamenti; non è stato in grado di raccogliere abbastanza investitori per un progetto così costoso e altamente speculativo. Sebbene il grattacielo di Holly non sia mai stato costruito, la Skylon Tower, che misura 775 piedi (236 m), è stata costruita in prossimità del sito proposto. L'idea di costruire grattacieli di simili dimensioni divenne popolare a New York poco prima della morte di Holly, avvenuta nel 1894, ma nessuno edificio trasse mai spunto dai suoi progetti architettonici.

## Lavori
Di seguito sono riportati alcuni dei suoi 150 brevetti:
- 6 febbraio 1855 – Pompa ellittica o rotativa (US12350 A)
- 3 luglio 1855 - Metodo per regolare le aperture di emissione e per sospendere le ruote delle turbine (US13172 A)
- 14 luglio 1863 – Miglioramento delle pompe (US39259 A)
- 15 novembre 1864 – Miglioramento delle pompe (US45040 A)
- 31 gennaio 1865 – Forno ad aria calda (US46107 A)
- 14 settembre 1869 - Miglioramento degli idranti (US94749 A)
- 5 novembre 1872 – Miglioramento dei sistemi di approvvigionamento idrico per le città (USRE5133 E)
- 5 ottobre 1880 – Radiatore per riscaldamento a vapore (US232821 A)